# Por Toda Essa Correria
Por Toda Essa Correria é o terceiro trabalho do rapper brasileiro Dalsin, lançado em 2013 no formato de mixtape. Contém quatorze faixas, descritas a seguir.

## Faixas
1. Amanhecer (prod. WC)
2. Por toda essa correria (prod. Edivaldo FB)
3. Bem vinda (prod. Vitor Beats)
4. Rotina a deriva
5. De ponta a ponta
6. Varanda (prod. WC)
7. Muleka (prod. Poska)
8. Doze, aquarela de luto (prod. Poska)
9. Licençaki (part. ND e DÖ | prod. Poska)
10. Depois do sol (part. Mattenie | prod. Poska)
11. Cama de gato (part. Tagarela | prod. Coruja Bc1)
12. Guardiões (prod. WC Beats)
13. Origem (prod. Poska)
14. RK, longe do fim (prod. Poska)